# Alarm für Dora X
Alarm für Dora X war als Abenteuer-Kriminalserie die erste ihrer Art und wurde erstmals von Januar bis Mai 1962 in loser Folge jeweils dienstags um 19.25 Uhr im NDR-Regionalprogramm ausgestrahlt und ist seitdem nie wiederholt worden. Sie war eine Auftragsproduktion des Nordwestdeutschen Werbefernsehens.

## Handlung
Pilot Hanns Brenner fliegt mit seinem Hubschrauber Dora X nicht nur Krankentransporte und rettet Menschen aus gefährlichen Situationen, er verfolgt auch Kriminelle in ganz Bayern und im Grenzgebiet der Alpen. Am Boden findet er dabei Unterstützung durch seine Kollegin Inge Kolbach und den Mechaniker Franz.

## Sonstiges
Ein regelmäßiger Drehort war der Flugplatz in Dürnbach. Die Folgen wurden von Adrian Hoven, dem Darsteller des Hanns Brenner, aus dem Off kommentiert. Da während der Dreharbeiten kein Originalton aufgenommen wurde, musste jede Folge nachsynchronisiert werden.
Die Figur des Lindner wird auf der Krimihomepage wahlweise als Gendarm, Inspektor oder auch ohne nähere Bezeichnung eines Titels oder Dienstgrades geführt.
Im Gegensatz zu den prominenten Hauptdarstellern ist der Bekanntheitsgrad der Gastschauspieler, sofern sie überhaupt ermittelt werden konnten, aus heutiger Sicht eher gering. Wenige Namen wie Tatjana Iwanow oder Erwin Strahl mögen heute noch geläufig sein.
Autor Walter Forster schrieb unter anderen auch Drehbücher zu der 1967 ausgestrahlten Krimiserie Von null Uhr eins bis Mitternacht und für Das Kriminalmuseum.
Über die Anzahl der Folgen herrscht Unklarheit. Während z. B. auf DVD 10 Folgen veröffentlicht wurden, gab es nach Angaben der Krimihomepage mindestens 15 unterschiedliche Episodentitel. Elf Folgen wurden im NDR gezeigt, vier weitere erlebten ihre Erstausstrahlung in anderen Regionalsendern. Möglicherweise handelte es sich dabei aber um bereits im NDR gesendete Folgen mit anderen Titeln. In der Episodenliste sind die Titel der Erstausstrahlung genannt.
Fast alle Folgen waren unterschiedlich lang. Während es einige Episoden nur auf knapp 19 Minuten brachten, dauerte die Folge 3 („Gefahr im Steinbruch“) über 22 Minuten.

## Episodenliste
| Folge | Erstausstrahlung | Titel                               | Gastschauspieler (Auswahl)                  |
| 1     | 3. Januar 1962   | Alarm im Hochmoor                   | Eberhard Mondry, Christian Bürger           |
| 2     | 17. Januar 1962  | Kurz vor der Grenze                 | Johannes Buzalski, Karl Horak               |
| 3     | 31. Januar 1962  | Gefahr im Steinbruch                | Tatjana Iwanow, Helmuth Rudolph             |
| 4     | 14. Februar 1962 | Absturz am Berg                     |                                             |
| 5     | 28. Februar 1962 | Gefährlicher Steinschlag            | Heinz van Lück, Ernst Heyden                |
| 6     | 28. März 1962    | Bilderschmuggel                     | Erwin Strahl, Sepp Rist                     |
| 7     | 4. April 1962    | Feuer beim Sprengstofflager         |                                             |
| 8     | 18. April 1962   | Wilddiebe in den Bergen             | Hans Dengel, Walter Dengel, Franz Helminger |
| 9     | 16. Mai 1962     | Der Fallschirmspringer              | Beate Müller                                |
| 10    | 30. Mai 1962     | Schlangenserum für ein kleines Kind | Rainer Penkert, Philo Hauser                |

## DVD-Veröffentlichung
10 Folgen sind auf zwei DVDs mit einer Gesamtlänge von ca. 250 Minuten erschienen. Die Titel der einzelnen Episoden weichen dabei von den Titeln der Erstausstrahlung ab.